# Miklarji
Miklarji su naselje u slovenskoj Općini Črnomlju. Miklarji nalaze se u pokrajini Dolenjskoj i statističkoj regiji Jugoistočnoj Sloveniji.

## Stanovništvo
Prema popisu stanovništva iz 2002. godine naselje je imalo 0 stanovnika.